# Candolim
Candolim är en ort i Indien.   Den ligger i distriktet North Goa och delstaten Goa, i den sydvästra delen av landet, 1 500 km söder om huvudstaden New Delhi. Candolim ligger 2 meter över havet och antalet invånare är 9 197.
Terrängen runt Candolim är platt. Havet är nära Candolim åt sydväst. Runt Candolim är det tätbefolkat, med 982 invånare per kvadratkilometer. Närmaste större samhälle är Panaji, 7,2 km öster om Candolim. Trakten runt Candolim består till största delen av jordbruksmark.